# ティンコフ・クレジットシステム・プロフェッショナルサイクリングチーム
ティンコフ・クレジットシステム・プロフェッショナルサイクリングチーム(Tinkoff Credit Systems Professional Cycling Team)とは、2007年から2008年にかけてUCIのプロフェッショナルコンチネンタルチームとして活動していた自転車ロードレースのチームである。チームコードはTCS。本拠地登録はイタリア。

## 概要
2007年、前身となったロシアのコンチネンタルプロチーム「ティンコフ・レストラン」を引き継いで創設。チームオーナーはオレグ・ティンコフ。
この年のジロ・デ・イタリアにワイルドカードで出場し、連日のように逃げ集団に選手を送り込んでチームの存在をアピール。第8ステージと第16ステージでは所属選手が上位でフィニッシュしている。
2008年のジロ・デ・イタリアにも登場し、第5ステージと第19ステージを制する活躍を見せた。その後、チームは新たにロシアの大企業3社（ガスプロム、イテラ、ロステクノロジー）とスポンサー契約を締結。2009年よりチーム名を「チーム・カチューシャ」とすることを発表した。